# Liste der Nummer-eins-Hits in Italien (1968)
Diese Liste der Nummer-eins-Hits basiert auf den Charts des italienischen Musikmagazins Musica e dischi im Jahr 1968. Es gab in diesem Jahr zwölf Nummer-eins-Singles und neun Nummer-eins-Alben.

## Singles
| ← 1967 ← | Liste der Nummer-eins-Hits in Italien (M&D) | Liste der Nummer-eins-Hits in Italien (M&D) | Liste der Nummer-eins-Hits in Italien (M&D)                              | 1969 → |
| \| Zeitraum \| Wo. ges. \| Interpret \| Titel Autor(en) \| Zusätzliche Informationen \| \| (Zeitraum, Wochen auf Platz eins, Interpret, Titel, Autor[en], zusätzliche Informationen) \| \| \| \| \| \| ----------------------------------------------------------------------------------------- \| -------- \| -------------------- \| ------------------------------------------------------------------------ \| ------------------------------------------------------------------------------------------------------------------------------------------------------------------------- \| \| 51. Woche 1967 – 4. Woche 1968 7 Wochen (insgesamt 7) \| 7 \| Camaleonti \| L’ora dell’amore Gary Brooker, Keith Reid, Daniele Pace \| Die italienische Version des Liedes Homburg der britischen Band Procol Harum wurde ein Nummer-eins-Hit. \| \| 5.–14. Woche 10 Wochen \| 10 \| Antoine \| La tramontana Daniele Pace, Mario Panzeri \| Nach einem fünften Platz beim Sanremo-Festival 1968 (dort von Antoine und Gianni Pettenati gesungen) gelang dem Lied der Einstieg direkt auf Platz eins der Singlecharts. \| \| 15.–17. Woche 3 Wochen \| 3 \| Georgie Fame \| Ballata di Bonnie & Clyde Mitch Murray, Peter Callander, Daniele Pace \| Mit einer auf Italienisch eingesungenen Version seines Hits The Ballad of Bonnie & Clyde konnte Fame auch in Italien einen Nummer-eins-Erfolg landen. \| \| 18.–26. Woche 9 Wochen \| 9 \| Patty Pravo \| La bambola Franco Migliacci, Bruno Zambrini, Ruggero Cini \| – \| \| 27.–31. Woche 5 Wochen \| 5 \| Franco IV e Franco I \| Ho scritto t’amo sulla sabbia Sharade e Sonago \| Das italienische Beat-Duo erreichte mit diesem Lied den dritten Platz beim Wettbewerb Un disco per l’estate 1968. \| \| 32.–34. Woche 3 Wochen \| 3 \| Jimmy Fontana \| La nostra favola Barry Mason, Les Reed, Paolo Dossena \| Mit einer italienischen Version des Tom-Jones-Hits Delilah konnte Fontana die Spitze der Charts erreichen. \| \| 35.–40. Woche 6 Wochen \| 6 \| Adriano Celentano \| Azzurro Paolo Conte, Michele Virano, Vito Pallavicini \| – \| \| 41. Woche 1 Woche \| 1 \| Gianni Morandi \| Il giocattolo Franco Migliacci, Bruno Zambrini, Luis Bacalov \| – \| \| 42. Woche 1 Woche \| 1 \| 1910 Fruitgum Co. \| Simon Says Elliot Chiprut \| Der Bubblegum-Song war ein internationaler Hit. Auch die italienische Version von der Gruppe Giuliano e i Notturni war in den Charts erfolgreich. \| \| 43.–45. Woche 3 Wochen \| 3 \| Camaleonti \| Applausi Luciano Beretta, Claudio Cavallaro \| – \| \| 46.–49. Woche 4 Wochen \| 4 \| Aphrodite’s Child \| Rain and Tears Vangelis, Boris Bergman \| Das Lied der griechischen Rockband, basierend auf dem berühmten Pachelbel-Kanon, war ein europäischer Hit. \| \| 50. Woche 1968 – 1. Woche 1969 4 Wochen \| 4 \| Gianni Morandi \| Tu che m’hai preso il cuor Mario Panzeri, Giuseppe Rastelli, Franz Lehár \| Mit einer italienischen Pop-Version der Arie Dein ist mein ganzes Herz aus der Operette Das Land des Lächelns gelang Morandi ein Nummer-eins-Hit. \| |                                             |                                             |                                                                          | |
| ← 1967 |                                             |                                             |                                                                          | → 1969 → |
| Zeitraum | Wo. ges.                                    | Interpret                                   | Titel Autor(en)                                                          | Zusätzliche Informationen |
| (Zeitraum, Wochen auf Platz eins, Interpret, Titel, Autor[en], zusätzliche Informationen) |                                             |                                             |                                                                          | |
| 51. Woche 1967 – 4. Woche 1968 7 Wochen (insgesamt 7) | 7                                           | Camaleonti                                  | L’ora dell’amore Gary Brooker, Keith Reid, Daniele Pace                  | Die italienische Version des Liedes Homburg der britischen Band Procol Harum wurde ein Nummer-eins-Hit.                                                                   |
| 5.–14. Woche 10 Wochen | 10                                          | Antoine                                     | La tramontana Daniele Pace, Mario Panzeri                                | Nach einem fünften Platz beim Sanremo-Festival 1968 (dort von Antoine und Gianni Pettenati gesungen) gelang dem Lied der Einstieg direkt auf Platz eins der Singlecharts. |
| 15.–17. Woche 3 Wochen | 3                                           | Georgie Fame                                | Ballata di Bonnie & Clyde Mitch Murray, Peter Callander, Daniele Pace    | Mit einer auf Italienisch eingesungenen Version seines Hits The Ballad of Bonnie & Clyde konnte Fame auch in Italien einen Nummer-eins-Erfolg landen.                     |
| 18.–26. Woche 9 Wochen | 9                                           | Patty Pravo                                 | La bambola Franco Migliacci, Bruno Zambrini, Ruggero Cini                | – |
| 27.–31. Woche 5 Wochen | 5                                           | Franco IV e Franco I                        | Ho scritto t’amo sulla sabbia Sharade e Sonago                           | Das italienische Beat-Duo erreichte mit diesem Lied den dritten Platz beim Wettbewerb Un disco per l’estate 1968.                                                         |
| 32.–34. Woche 3 Wochen | 3                                           | Jimmy Fontana                               | La nostra favola Barry Mason, Les Reed, Paolo Dossena                    | Mit einer italienischen Version des Tom-Jones-Hits Delilah konnte Fontana die Spitze der Charts erreichen.                                                                |
| 35.–40. Woche 6 Wochen | 6                                           | Adriano Celentano                           | Azzurro Paolo Conte, Michele Virano, Vito Pallavicini                    | – |
| 41. Woche 1 Woche | 1                                           | Gianni Morandi                              | Il giocattolo Franco Migliacci, Bruno Zambrini, Luis Bacalov             | – |
| 42. Woche 1 Woche | 1                                           | 1910 Fruitgum Co.                           | Simon Says Elliot Chiprut                                                | Der Bubblegum-Song war ein internationaler Hit. Auch die italienische Version von der Gruppe Giuliano e i Notturni war in den Charts erfolgreich.                         |
| 43.–45. Woche 3 Wochen | 3                                           | Camaleonti                                  | Applausi Luciano Beretta, Claudio Cavallaro                              | – |
| 46.–49. Woche 4 Wochen | 4                                           | Aphrodite’s Child                           | Rain and Tears Vangelis, Boris Bergman                                   | Das Lied der griechischen Rockband, basierend auf dem berühmten Pachelbel-Kanon, war ein europäischer Hit.                                                                |
| 50. Woche 1968 – 1. Woche 1969 4 Wochen | 4                                           | Gianni Morandi                              | Tu che m’hai preso il cuor Mario Panzeri, Giuseppe Rastelli, Franz Lehár | Mit einer italienischen Pop-Version der Arie Dein ist mein ganzes Herz aus der Operette Das Land des Lächelns gelang Morandi ein Nummer-eins-Hit.                         |

## Alben
| ← 1967 ← | Liste der Nummer-eins-Alben in Italien (M&D) | Liste der Nummer-eins-Alben in Italien (M&D) | Liste der Nummer-eins-Alben in Italien (M&D) | 1969 → |
| \| Zeitraum \| Mt. ges. \| Interpret \| Titel \| Zusätzliche Informationen \| \| (Zeitraum, Monate auf Platz eins, Interpret, Titel, zusätzliche Informationen) \| \| \| \| \| \| ------------------------------------------------------------------------------ \| -------- \| ------------------------ \| -------------------------------- \| ------------------------------------------------------------------------------------------------------------------------------------------ \| \| Januar 1968 1 Monat \| 1 \| Gianni Morandi \| Gianni quattro. Un mondo d’amore \| – \| \| Februar 1968 1 Monat \| 1 \| Verschiedene Interpreten \| Festival di Sanremo 1968 \| Die Kompilation zum Sanremo-Festival 1968 des Labels CGD erreichte die Chartspitze. \| \| März 1968 1 Monat \| 1 \| Verschiedene Interpreten \| Festival di Sanremo ’68 \| Auch die Sanremo-Kompilation von Fonit-Cetra gelangte auf Platz eins. \| \| April 1968 1 Monat \| 1 \| Verschiedene Interpreten \| Zecchino d’Oro X ediz. 1968 \| Eine weitere Kompilation zu einer Fernsehshow, der 10. Ausgabe des Kindergesangswettbewerbs Zecchino d’Oro, belegte die Spitze der Charts. \| \| Mai 1968 – Juni 1968 2 Monate \| 2 \| Enzo Jannacci \| Vengo anch’io. No, tu no \| – \| \| Juli 1968 1 Monat \| 1 \| Dalida \| Dalida \| – \| \| August 1968 – September 1968 2 Monate \| 2 \| Patty Pravo \| Patty Pravo \| – \| \| Oktober 1968 – November 1968 2 Monate \| 2 \| Mina \| Mina alla Bussola dal vivo \| – \| \| Dezember 1968 – Februar 1969 3 Monate \| 3 \| The Beatles \| The Beatles \| – \| |                                              |                                              |                                              | |
| ← 1967 |                                              |                                              |                                              | → 1969 → |
| Zeitraum | Mt. ges.                                     | Interpret                                    | Titel                                        | Zusätzliche Informationen |
| (Zeitraum, Monate auf Platz eins, Interpret, Titel, zusätzliche Informationen) |                                              |                                              |                                              | |
| Januar 1968 1 Monat | 1                                            | Gianni Morandi                               | Gianni quattro. Un mondo d’amore             | – |
| Februar 1968 1 Monat | 1                                            | Verschiedene Interpreten                     | Festival di Sanremo 1968                     | Die Kompilation zum Sanremo-Festival 1968 des Labels CGD erreichte die Chartspitze.                                                        |
| März 1968 1 Monat | 1                                            | Verschiedene Interpreten                     | Festival di Sanremo ’68                      | Auch die Sanremo-Kompilation von Fonit-Cetra gelangte auf Platz eins.                                                                      |
| April 1968 1 Monat | 1                                            | Verschiedene Interpreten                     | Zecchino d’Oro X ediz. 1968                  | Eine weitere Kompilation zu einer Fernsehshow, der 10. Ausgabe des Kindergesangswettbewerbs Zecchino d’Oro, belegte die Spitze der Charts. |
| Mai 1968 – Juni 1968 2 Monate | 2                                            | Enzo Jannacci                                | Vengo anch’io. No, tu no                     | – |
| Juli 1968 1 Monat | 1                                            | Dalida                                       | Dalida                                       | – |
| August 1968 – September 1968 2 Monate | 2                                            | Patty Pravo                                  | Patty Pravo                                  | – |
| Oktober 1968 – November 1968 2 Monate | 2                                            | Mina                                         | Mina alla Bussola dal vivo                   | – |
| Dezember 1968 – Februar 1969 3 Monate | 3                                            | The Beatles                                  | The Beatles                                  | – |

## Jahreshitparaden
| ← 1967 ← | Liste der Jahres-Nummer-eins-Hits in Italien (M&D) | Liste der Jahres-Nummer-eins-Hits in Italien (M&D)   | Liste der Jahres-Nummer-eins-Hits in Italien (M&D) | 1969 →   |
| \| Singles \| Position# \| Alben \| \| ---------------------------------------------------------------------------- \| --------- \| ---------------------------------------------------- \| \| Azzurro Adriano Celentano Paolo Conte, Michele Virano, Vito Pallavicini \| 1 \| Mina alla Bussola dal vivo Mina \| \| La bambola Patty Pravo Franco Migliacci, Bruno Zambrini, Ruggero Cini \| 2 \| Patty Pravo \| \| Angeli negri Fausto Leali Gian Carlo Testoni, Larici, Manuel Alvarez Maciste \| 3 \| Fabrizio De André \| \| La nostra favola Jimmy Fontana Barry Mason, Les Reed, Paolo Dossena \| 4 \| Gianni quattro. Un mondo d’amore Gianni Morandi \| \| Affida una lacrima al vento Adamo \| 5 \| Horizontal Bee Gees \| \| Chimera Gianni Morandi Bruno Zambrini, Franco Migliacci \| 6 \| Dalida \| \| Delilah Tom Jones Barry Mason, Les Reed \| 7 \| Vengo anch’io. No, tu no Enzo Jannacci \| \| Il volto della vita Caterina Caselli Daiano, David McWilliams, Mogol \| 8 \| Zecchino d’Oro X ediz. 1968 Verschiedene Interpreten \| \| Love Is Blue Paul Mauriat André Popp, Pierre Cour \| 9 \| 4 anni di successo Mina \| \| Il ballo di Simone Giuliano e i Notturni Elliot Chiprut, Irref \| 10 \| Delilah Tom Jones \| |                                                    |                                                      |                                                    |          |
| ← 1967 |                                                    |                                                      |                                                    | → 1969 → |
| Singles | Position#                                          | Alben                                                |                                                    |          |
| Azzurro Adriano Celentano Paolo Conte, Michele Virano, Vito Pallavicini | 1                                                  | Mina alla Bussola dal vivo Mina                      |                                                    |          |
| La bambola Patty Pravo Franco Migliacci, Bruno Zambrini, Ruggero Cini | 2                                                  | Patty Pravo                                          |                                                    |          |
| Angeli negri Fausto Leali Gian Carlo Testoni, Larici, Manuel Alvarez Maciste | 3                                                  | Fabrizio De André                                    |                                                    |          |
| La nostra favola Jimmy Fontana Barry Mason, Les Reed, Paolo Dossena | 4                                                  | Gianni quattro. Un mondo d’amore Gianni Morandi      |                                                    |          |
| Affida una lacrima al vento Adamo | 5                                                  | Horizontal Bee Gees                                  |                                                    |          |
| Chimera Gianni Morandi Bruno Zambrini, Franco Migliacci | 6                                                  | Dalida                                               |                                                    |          |
| Delilah Tom Jones Barry Mason, Les Reed | 7                                                  | Vengo anch’io. No, tu no Enzo Jannacci               |                                                    |          |
| Il volto della vita Caterina Caselli Daiano, David McWilliams, Mogol | 8                                                  | Zecchino d’Oro X ediz. 1968 Verschiedene Interpreten |                                                    |          |
| Love Is Blue Paul Mauriat André Popp, Pierre Cour | 9                                                  | 4 anni di successo Mina                              |                                                    |          |
| Il ballo di Simone Giuliano e i Notturni Elliot Chiprut, Irref | 10                                                 | Delilah Tom Jones                                    |                                                    |          |